# ديريك هيلز
ديريك هيلز (بالإنجليزية: Derek Hales)‏ (15 ديسمبر 1951 في المملكة المتحدة - ) هو لاعب كرة قدم بريطاني في مركز الهجوم. لعب مع تشارلتون أثلتيك وديربي كاونتي ونادي غيلينغهام ونادي لوتون تاون ووست هام يونايتد ونادي دارتفورد.

## وصلات خارجية
- ديريك هيلز على موقع قاعدة بيانات كرة القدم.إي يو (الإنجليزية)